# Моргенієві крипти

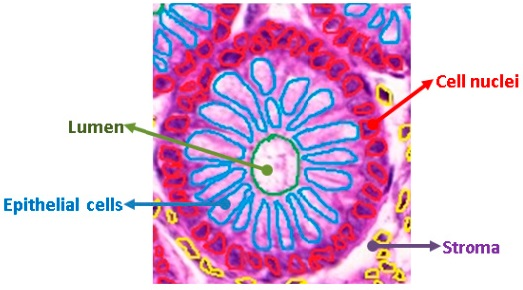
Анатомія нормальнох кишкової крипти.lumen- просвіт;epithellial cells - клітини епітелію;
stroma -строма, сполучна тканина

Морганієві крипти (анальні крипти, кишкові крипти) - це невеликі анатомічні структури, розташовані між анальними сосочками, які не викликають жодних болісних симптомів, якщо не запалюються. Криптит - це локалізована інфекція однієї або кількох анальних крипт.

## Дивитись також
Гострий паропроктит